# Palena
Palena è un comune italiano di 1 204 abitanti della provincia di Chieti in Abruzzo, ed è sede dell'unione dei comuni montani Maiella orientale-Verde Aventino.

## Geografia fisica

### Territorio
Il territorio comunale fa parte ed è sede della comunità montana Aventino-Medio Sangro.

## Origini del nome
Il nome del centro abitato pare derivare da "pala", ossia "prato in forte (erto) pendio".

## Storia

### Origini
Nella località Capo di Fiume sono stati trovati dei fossili, in mostra nel museo paleontologico comunale, che mostra com'era l'ambiente della Maiella 7 milioni di anni fa. Il territorio comunale di Palena risulta già abitato sin dall'epoca paleolitica, a prova di ciò, sono stati trovati nella zona di Palena alcuni manufatti di questo periodo. Susseguentemente, nel periodo italico ed in epoca romana, alcune contrade di Palena, risultano abitate come dimostrano alcune tombe ed edifici del tempo. Il capoluogo comunale risale all'alto Medioevo, quando il paese risulta feudo dei Gualtieri, degli Orsini, di Antonio Caldora, di Matteo di Capua e dei d'Aquino. Vari monaci benedettini hanno abitato la zona.

### Primo Medioevo e i Longobardi
La colonizzazione dei Longobardi avvenne nel IX secolo, data la ricchezza della terra montuosa per il fiume Aventino. Essi veneravano il culto di san Michele Arcangelo e san Giorgio, dato che fonderanno una cappella presso la grotta montuosa omonima di Sant'Angelo. Il territorio era parte della diocesi di Sulmona-Valva, all'estremo confine con la diocesi di Chieti. Il territorio nell'XI secolo era suddiviso in varie ville, ossia gruppi di case pastorali: Castelcieco, Castello Alberico, Forca Palena, Pizzo Superiore e Inferiore, San Cristinziano e Sant'Egidio. Tutte queste contrade già nel XV secolo non esistevano più a causa dei terremoti.
Nel 930 il monaco Giovanni da San Vincenzo al Volturno scriveva nel Chronicon Vulturnense la presenza della chiesa di Santa Maria de Palena, assieme a un appezzamento di terra per il lavoro della popolazione. Nello stesso periodo a Palena si stabilì san Falco, vi morì e venne presto venerato come santo protettore degli ossessi e degli accidiosi.

### Secondo Medioevo e lo sviluppo delle chiese
Il monachesimo a Palena sorse nel XII secolo, come testimonia la bolla di papa Innocenzo II citante la chiesa di San Vito in Forca, una delle più antiche. Questa, assieme a quella dedicata a san Falco, proprio sopra il fiume, erano sotto la giurisdizione della diocesi di Valva (Corfinio). Le chiese allora esistenti erano di Sant'Antonio Abate, Santa Croce, San Cristinziano, San Cataldo, San Tommaso e San Giovanni.
Una menzione particolare merita la perduta chiesa di San Cristinziano (nota anche come di San Cristiano o San Costantino): nel 1065 i conti di Sangro Borrello di Borrello e suo figlio Borrello Infante la donano al vescovo teatino Attone, allora signore di Chieti.
Sempre nell'XI secolo fu fondato il Castello ducale, ad opera dei Normanni, sul punto più alto dello sperone sopra il fiume. Intanto si sviluppò una baronia locale: il conte Beamondo è citato in una bolla del 1130 in cui restaurò la piccola chiesa eremitica di San Nicola di Coccia. Nel Catalogus baronum Palena è citata come un grande borgo fortificato al confine con il territorio sulmonese e quello chietino, in posizione strategica verso il valico della Forchetta, che deteneva il potere dei piccoli centri rurali di Lettopalena, Gessopalena, Montenerodomo, Lama dei Peligni e Taranta Peligna. Assieme ai Manerii di Pacentro, i signori fortificarono le vie con torri di avvistamento, da qui il primo esempio del castello medievale di Pacentro.

### Eremitaggio di Pietro da Morrone
Nel 1235 il frate Pietro da Morrone, alias Celestino V, andò in eremitaggio sulla Maiella, presso una grotta sul valico della Forchetta, al confine tra Palena e Campo di Giove. Già era stato nel romitorio di sant'Onofrio presso Sulmona. Pochi anni più tardi sul posto, per volere di Carlo d'Angiò fu costruito un eremo vero e proprio suddiviso in un edificio fortificato per ospitare i pellegrini, e uno più piccolo come luogo di culto.

### Epoca moderna e primo Novecento
Una testimonianza del 1587 racconta della festa dei palii di san Falco, festa del 13 gennaio per onorare il patrono, in cui i fedeli compivano una corsa sui ciottoli della montagna a piedi nudi.
Nel 1706 il centro fu danneggiato dal terremoto della Maiella con gravi danni. Infatti la chiesa di San Falco fu abbattuta e ricostruita per ospitare più pellegrini. Nel 1897 Palena fu collegata dalla linea Sulmona-Carpinone della Società Italiana per le Strade Ferrate Meridionali, poi confluita in Ferrovie dello Stato nel 1906, con la peculiarità che la stazione ferroviaria sorge in posizione elevata sopra il borgo, rispetto alla normale postazione a livello inferiore, per ragioni di praticità. Nel 1933 un nuovo terremoto danneggiò Palena e comuni limitrofi, obbligando il podestà ad abbattere le torri di controllo del castello, rese pericolanti.

### Seconda guerra mondiale ed epoca contemporanea
Nei primi anni della seconda guerra mondiale, tra il 1940 e 1943, Palena fu uno dei comuni dell'Abruzzo ad essere designato dalle autorità fasciste come luogo di internamento civile per profughi ebrei stranieri presenti in Italia. Nel novembre 1943 il paese fu occupato dai tedeschi, essendo lungo il percorso della linea Gustav. Ciononostante, i 4 internati ebrei riuscirono tutti a sfuggire alla cattura, fino a raggiungere le località già liberate dell'Italia meridionale. Il paese fu usato dagli occupanti come campo di prigionia, e successivamente venne bombardata dagli alleati. Il simbolo della distruzione fu la chiesa di San Falco, rasa al suolo completamente, tranne il campanile. A ricacciare i tedeschi contribuirono anche i partigiani della "Brigata Maiella".
Negli anni della ricostruzione, la chiesa di San Falco fu ultimata nel 1953, in chiave moderno-antica, e il centro si sviluppò notevolmente più a valle, presso Villa Sant'Antonio. Sempre negli anni cinquanta sorse una polemica riguardo all'abbattimento della torre civica davanti alla chiesa di San Falco, ritenuta pericolante. Dopo l'abbattimento fu costruita una nuova torretta presso il castello. Negli anni settanta per facilitare l'accesso, fu costruita la cosiddetta "tagliata di Palena", ossia la strada provinciale che costeggia la Maiella, provenendo da Lama dei Peligni.
Nel 1992 il comune è stato incluso nel parco nazionale della Maiella.

### Nella cultura di massa
Palena è nota per aver ispirato due opere d'arte di fama nazionale, il film Pane, amore e fantasia di Luigi Comencini (1953) e la canzone Amara terra mia di Domenico Modugno (1971).
Per questa canzone il cantante si ispirò alla melodia popolare abruzzese Addije addije amore, cantata soprattutto a Palena. La canzone ha tradizioni antiche, deriverebbe dalla presenza slava in Abruzzo sin dal XV secolo, e fu realizzata insieme all'altro pezzo abruzzese di autore anonimo Scuramaje - Lamento di una vedova.

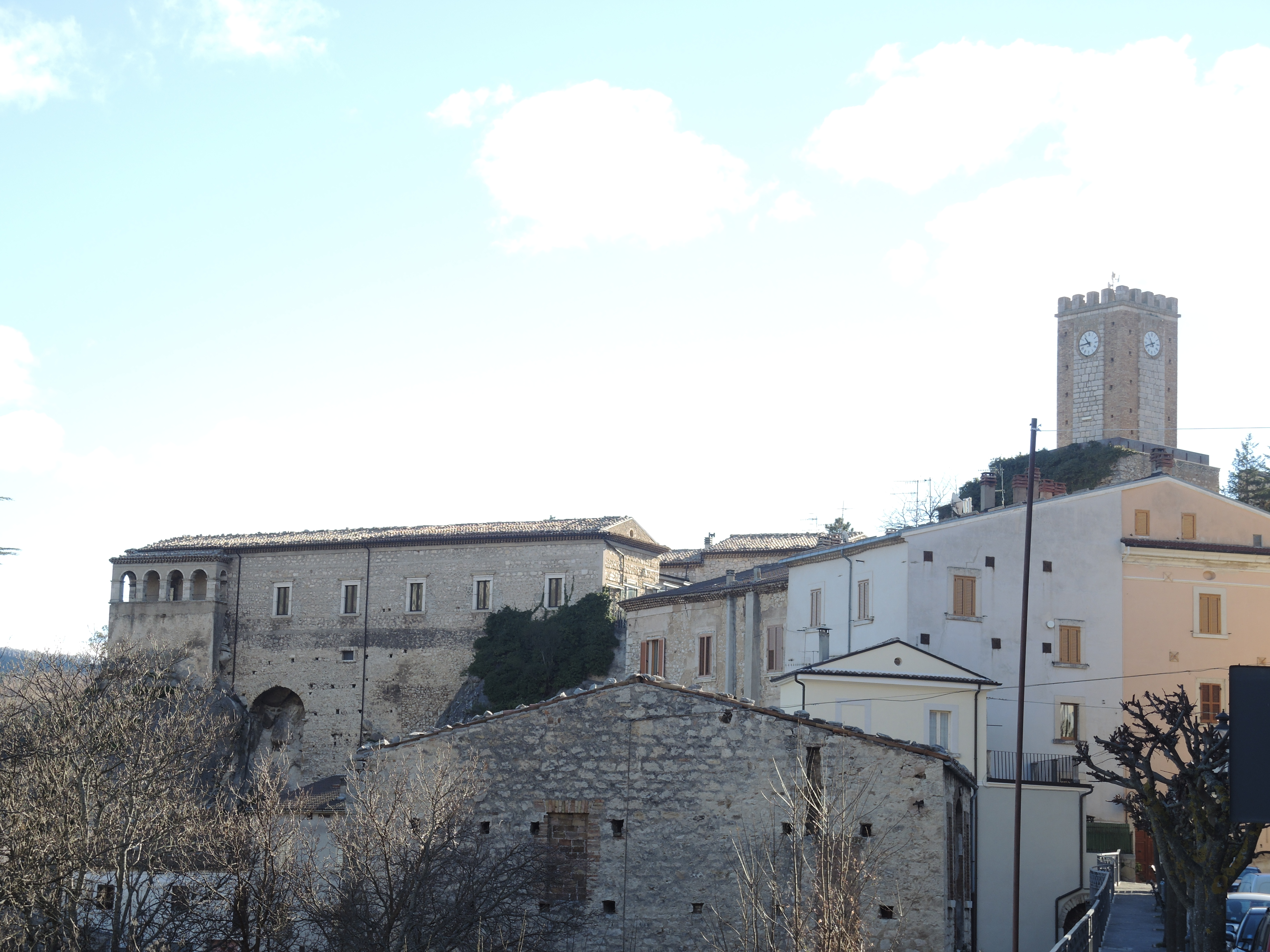
Il castello ducale e la torretta dell'orologio

Quanto al film, Ettore Maria Margadonna scrisse la sceneggiatura tutta su Palena, suo luogo natio, e su propri ricordi delle persone caratteristiche del paese. Il paese, la sua chiesa, il prete e la sua comunità, il maresciallo, il sindaco, l'artigiano, le pettegolone, le belle del paese spesso oggetto di invidie tutte paesane, la levatrice, tutte figure che Margadonna portava nei suoi ricordi palenesi. Il paese nel film di Comencini diventò Sagliena, il vero parroco di Palena si chiamava "Don Concezio", e soprattutto la "bersagliera" interpretata da Gina Lollobrigida, nella realtà era ispirata all'esuberante "Lucietta bella" (Lucia Travaglini, 1883-1961) che nel primo Novecento a tanti fece perdere la testa per la sua avvenenza e che poi sposò uno dei più poveri di Palena ed emigrata in America diede i natali al celebre cantante Perry Como.
Il set del film tuttavia fu il paese di Castel San Pietro Romano, nel Lazio.

## Monumenti e luoghi d'interesse
Palena è tra i paesi ai quali è stato assegnato il marchio Bandiera arancione del Touring Club Italiano.

### Architetture religiose

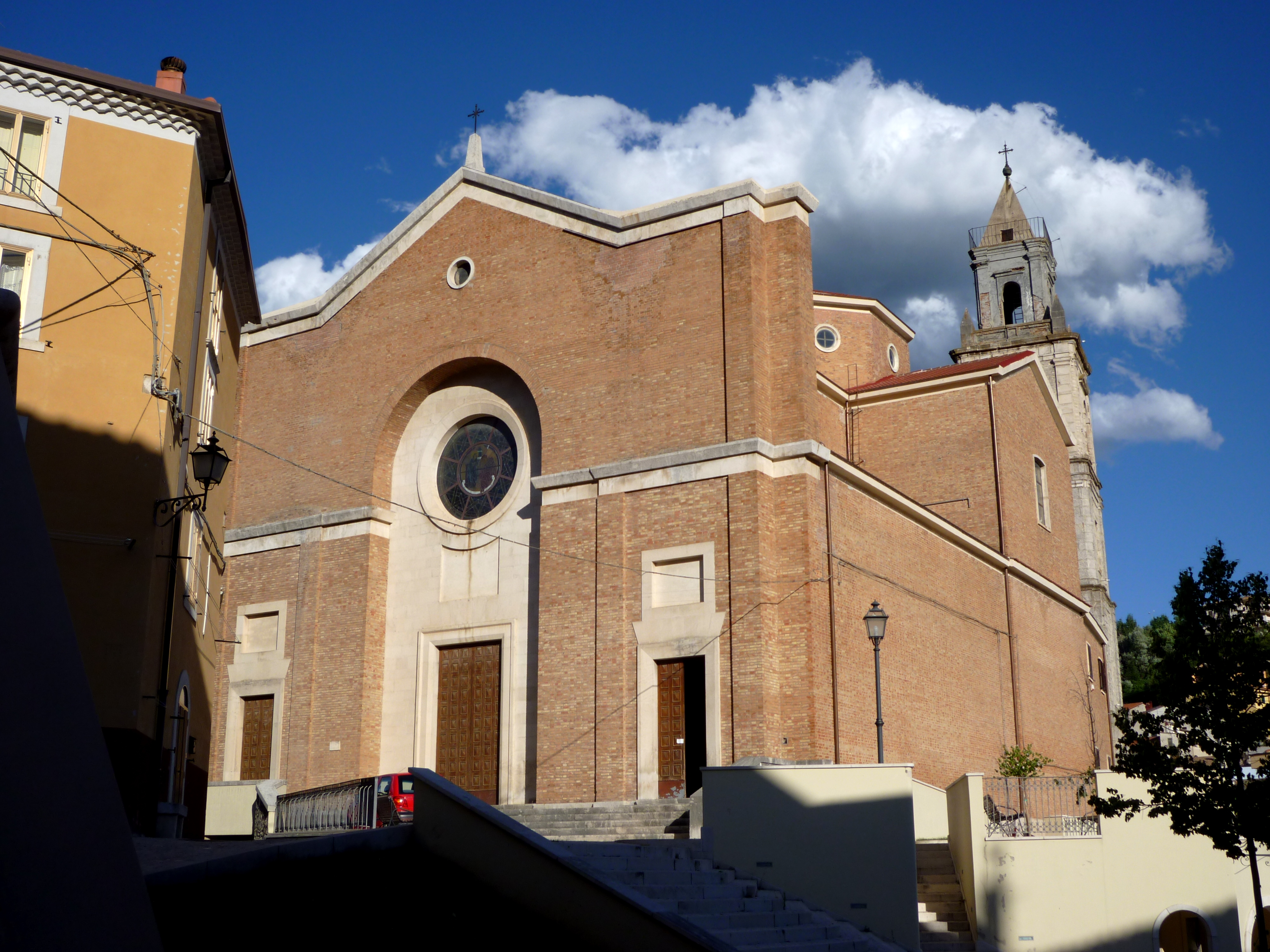
Chiesa di San Falco

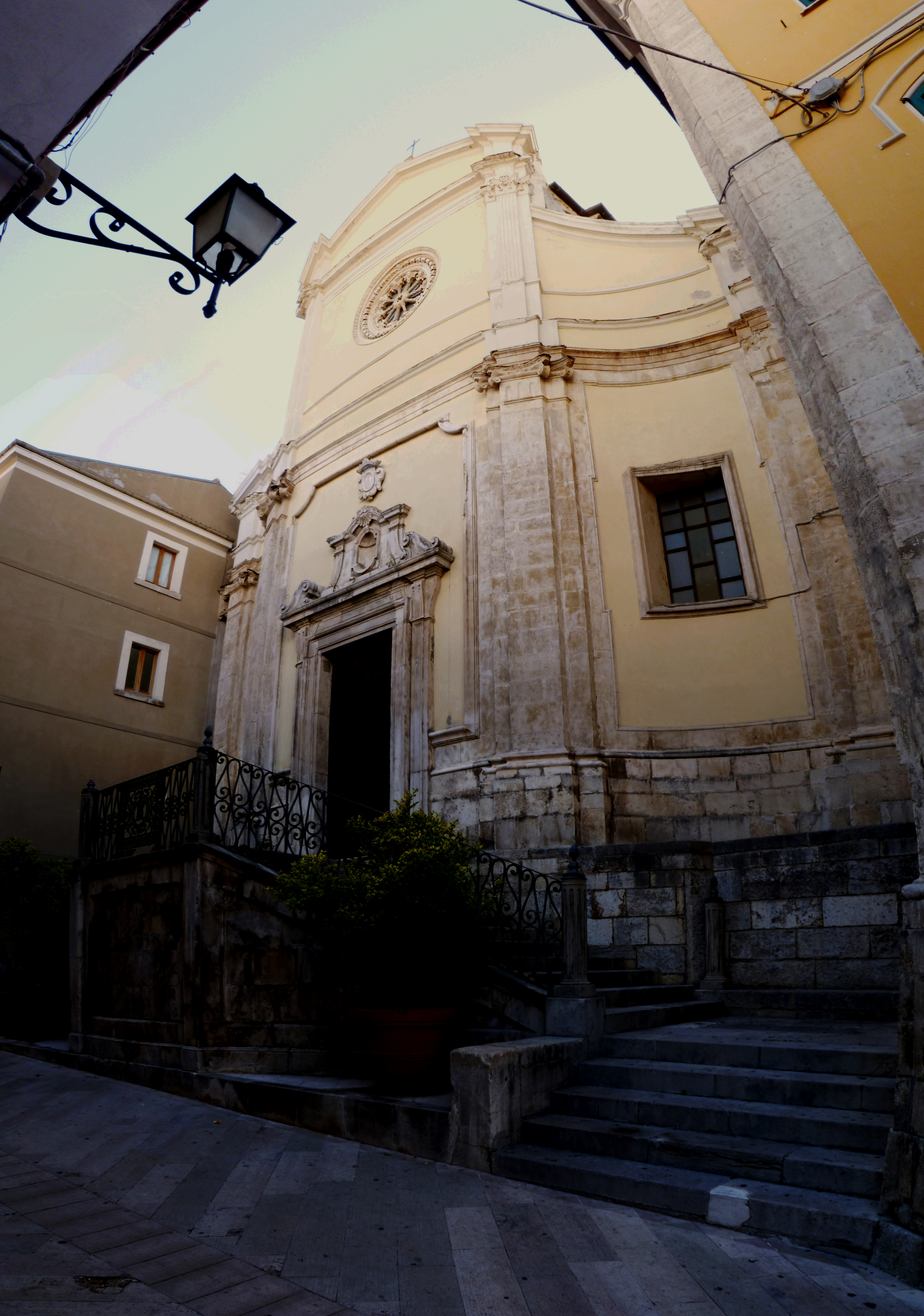
Chiesa della Madonna del Rosario

- Chiesa di San Falco e Sant'Antonino. Chiesa parrocchiale del paese, fu costruita nel XII secolo, dopo il terremoto del 1706, è stata costruita nuovamente, mantenendo tuttavia il campanile del XIV secolo. Nella seconda guerra mondiale è stata bombardata pesantemente e tutto l'edificio, meno il campanile, saltò in aria. Fu riaperta nel 1953, con il nuovo corpo costruito, ricalcando le forme dello stile tardo barocco. Ha pianta a basilica con transetto, in mattoni rossi, con facciata scandita da rosone. Sopra il transetto vi è una piccola cupola ottagonale. Il campanile in pietra della Maiella, è una robusta torre scandita in tre livelli, con cuspide finale sopra la lanterna. La chiesa conserva le reliquie di Falco di Palena, il santo patrono.
- Eremo della Madonna dell'Altare. È sito alla sinistra della strada statale 84 tra il valico della Forchetta ed il monte Porrara, alla sinistra dell'Aventino.[11] Fu fondato dai monaci celestini nei pressi di un contrafforte roccioso ove Pietro da Morrone visse in una grotta per circa quattro anni. Dal 1970 il complesso è proprietà del comune.
- Chiesa di San Cataldo. È sita in località San Cataldo lungo la strada statale 84. È stata costruita nell'XI secolo ma è stata rimaneggiata dopo la Seconda guerra mondiale per via dei gravi danni subiti. La facciata è nella struttura tipica dell'architettura religiosa abruzzese. Ai lati del portale vi sono due classiche finestre devotionis tipiche delle chiese rurali. Ai lati della chiesa vi sono tre finestre per lato. Il blocco aggiunto sul retro fungeva da sagrestia. L'interno, ad un'unica navata presenta un altare realizzato in stucco ed una statua di gesso siti sul fondo. Un'altra statua, raffigurante San Cataldo è stata portata in un altro luogo dopo la chiusura al culto della chiesa. Tuttavia la chiesa è meta dei festeggiamenti del santo.[12]
- Chiesa e convento di Sant'Antonio. È sita in località Villa Galardi ai piedi del monte Porrara. Il complesso religioso risale al XVI secolo dopo che il papa Paolo III ha approvato la costruzione dell'edificio il 21 agosto del 1539, in seguito vennero distrutti dal terremoto del 1706, successivamente vennero ricostruiti apportando qualche modifica seguendo le mode del tempo. Recentemente il complesso è stato restaurato nelle finiture esterne. Attualmente il convento, che è a due livelli, ospita, oltre il museo dell'orso marsicano, anche una struttura ricettiva turistico-culturale. Il chiostro del convento è attorniato da un portico, anch'esso a due livelli che poggiano su pilastri in pietra su cui si sviluppano delle arcate a tutto sesto, il soffitto è con volta a crociera. La chiesa, invece, è preceduta da un portico in cui vi sono tre arcate su cui sopra vi sono altrettante finestre. Il cornicione è a romanelle. L'interno, barocco, è a singola navata con trabeazione. L'organo è posto sopra un ambone che arriva fino al coro. L'ambone è coperto da una cupola a sesto ribassato ed è separato dalla navata mediante un arco.[13]
- Chiesa della Madonna del Carmine. È sita lungo la strada statale 84. La chiesa risale al 1835 ove forse vi era una piccola edicola di sosta per i viandanti. La chiesa è addossata ad una collina. La chiesa è composta da un'aula, un nartece, una sagrestia ed un presbiterio. La facciata è a capanna con tre finestre ad arco tutto sesto di cui la centrale è più grande. Si accede alla chiesa mediante una scalinata.[14]
- Chiesa del Rosario, in Corso Umberto I, di aspetto tardo barocco.
- Chiesa di San Francesco. È sita in largo Capitoli, accanto alla chiesa del Rosario. Lo storico Antinori afferma che la chiesa risale al XIV secolo. Lo stile barocco dell'interno fa supporre che la chiesa sia stata ristrutturata tra il XVIII secolo ed il XIX secolo. Nel 1984 è stata resa inagibile per via dei danni del terremoto. Una scalinata permette l'accesso alla chiesa. La chiesa è in due livelli che suddividono lesene in un doppio ordine. La facciata termina con un timpano curvilineo. Le lesene inferiori sono in ordine dorico con basamento in pietra. Le lesene superiori sono ioniche (con piedistalli) con delle volute. Il portale è posto tra due lesene e sormontato da un timpano curvo con, al centro, un'iscrizione. I lati dell'edificio sono intonacati. Delle aperture rettangolari, sempre sui lati dell'edificio, presentano una strombatura. Il tetto è a doppio spiovente in cui si erge un tamburo ottagonale con delle finestre rettangolari, anch'esse strombate. Il campanile è realizzato in pietra ed è posto nella zona absidale. L'ultimo livello della torre campanaria è frutto di una modifica successiva. L'interno è ad aula unica.[15]

### Architetture civili e militari

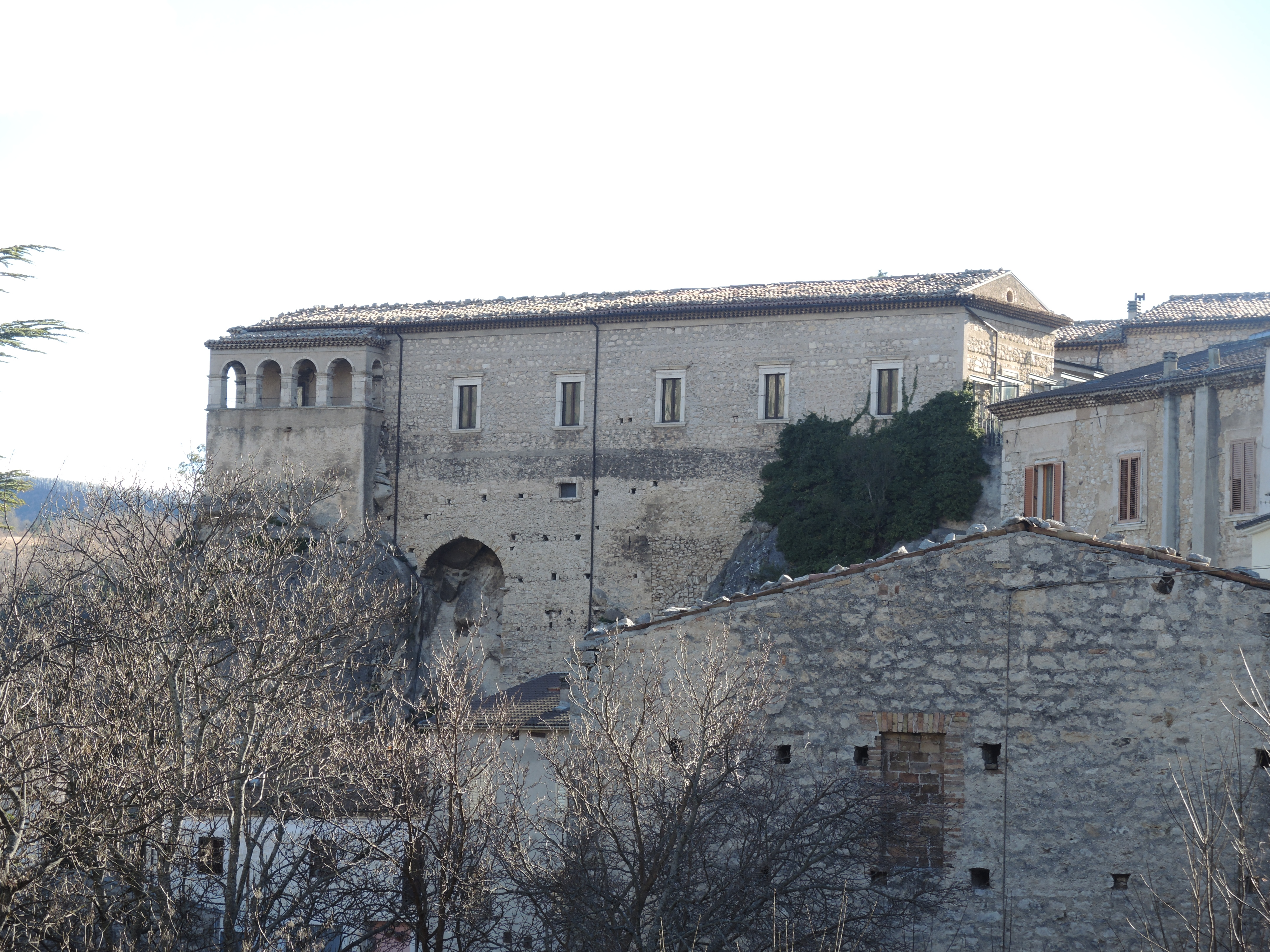
Il castello ducale

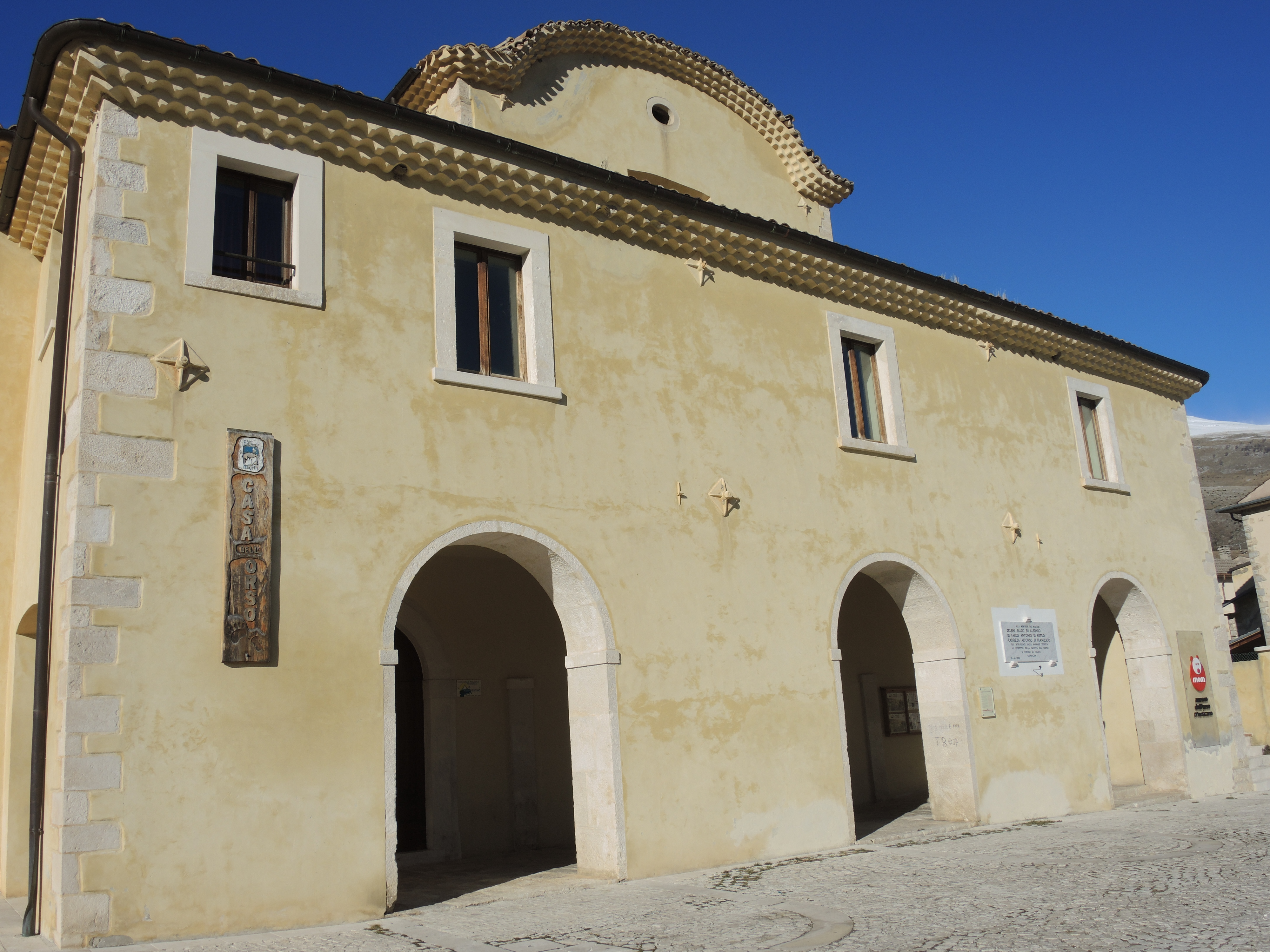
Ex convento di Sant'Antonio, sede del museo dell'orso marsicano

- Castello Ducale. Il castello è sito su di uno sperone roccioso, nella parte più alta del centro storico di Palena. L'edificio originario risale al XII secolo, ma, verosimilmente, nei secoli seguenti è stato più volte rimaneggiato per via dei violenti terremoti che si sono susseguiti nel paese e nelle zone limitrofe, una di queste scosse si è verificata nel 1933 la quale ha portato vari danni all'edificio, tra cui la distruzione dei torrioni, del maschio e del belvedere. Il castello, nel suo aspetto contemporaneo, è dovuto alla ricostruzione, per via della distruzione della seconda guerra mondiale, attuata negli anni cinquanta epoca in cui viene rifatto il belvedere presso uno degli angoli. Attualmente si sta cercando di rifunzionalizzare i suoi interni. I vari stabili del castello sono coperti con tetti a doppia falda realizzati con manto di coppi e cornici a romanelle su tre filari di tegole sovrapposte. L'impianto è rettangolare risultante dall'unione dei vari stabili. Delle finestre, anch'esse rettangolari, sono disposte su due livelli. Un loggiato con quattro arcate è sito su di uno dei lati più lunghi, mentre sul lato opposto vi è una serie di quattro archetti. L'ingresso al castello è possibile mediante una porta urbica che ha un unico fornice ad arco a tutto sesto. Sul lato opposto vi è un portale architravato con cornice modanata e disegni geometrici.[16]
- Castelletta. È sita in località Piana del Casone. Inizialmente sorta come masseria di sostegno della pastorizia presso un tratturo. Ora viene utilizzato a scopo abitativo privato. La costruzione dell'edificio risale al XVII secolo sopra un edificio preesistente che leggende popolari vogliono un tempio dedicato a Giove o ad Ercole. Nel XX secolo col decadere della pastorizia l'edificio fu adattato a residenza con adattamenti all'uopo dell'edificio. L'edificio consta di due livelli. Due torrette circolari sorgono su due angoli. Alcune finestre sono sorte, forse, in seguito alle trasformazioni a scopo abitativo. La facciata è austera e priva di decorazioni. La tettoia è a cornici con romanelle costituite a tre file di coppi sfalsati l'un con l'altro.[17] L'aspetto è romanico-rurale. Trattasi di una cascina fortificata isolata dal centro abitato.[18]
- Case con portici. Trattasi di case a schiera site in piazza del Municipio. Gli edifici originari, forse, sono medievali. L'aspetto odierno è frutto di modifiche e rimaneggiamenti nel corso del tempo. Al piano terra vi sono degli esercizi commerciali, ai piani superiori, invece, vi sono delle abitazioni private. I portici presentano degli archi a tutto sesto ed a sesto acuto. Spesso, sopra i portici, sono siti due piani con un mezzanino con delle finestre, per la maggiore ovali, inoltre vi sono delle cornici marcapiano o tra il pianterreno ed i piani superiori o fra i piani superiori ed il mezzanino.[19]
- Torretta dell'orologio: la torre originaria fu ricavata da un bastione medievale nell'800, e dotata di orologio pubblico, con un arco di accesso che permetteva l'ingresso alla salita del castello. La torre originaria rimane intatta ai danni della seconda guerra mondiale. Clamorosamente nel 1953, durante i lavori di recupero della chiesa madre, l'ammirazione comunale decise di abbattere la torretta per ricostruirla presso il castello, sul belvedere, ricalcando in parte lo stile antico. Della torre originale resta solo l'arco a tutto sesto di ingresso, presso il sagrato della chiesa. La nuova torre ha pianta quadrata è in pietra di montagna, ha l'orologio pubblico, e una decorazione a merli semplici.

## Società

### Evoluzione demografica
Abitanti censiti

### Etnie e minoranze straniere
Secondo i dati ISTAT al 31 dicembre 2010 la popolazione straniera residente era di 38 persone. Le nazionalità maggiormente rappresentate in base alla loro percentuale sul totale della popolazione residente erano:
- Romania: 22, pari all'1,54%.

## Cultura
- Museo geopaleontologico Alto Aventino, sito negli ultimi piani del castello;
- Museo dell'orso marsicano, sito in un'ala dell'ex convento di Sant'Antonio;
- Museo casa degli artisti uomini illustri di Palena, centro di documentazione, sito a Via Trento e Trieste[22];
- Raccolta Oreste Recchione, raccolta di 50 dipinti[23] del pittore di Sant'Angelo dei Lombardi (paese in provincia di Avellino)[24], visitabile solo su richiesta, è posta in Via San Francesco[23];
- Teatro Aventino, del XVIII secolo, è uno dei più piccoli teatri italiani con i suoi 96 posti del loggione. Il teatro ha anche due ordini di palchi. Il teatro è in stile italiano[25].

### Cucina
Tra le pietanze tipiche della cucina di Palena, vi sono le sagne stracciate, primo piatto erede della tramontata tradizione agricola, realizzato strappando la pasta direttamente dalla sfoglia, cuocendola e condendola con pancetta soffritta e pecorino abruzzese.

## Economia

### Turismo
Il paese, sede di ritiri estivi di varie società calcistiche, dal 2023 fa parte dell'associazione I borghi più belli d'Italia.

## Amministrazione
| Periodo           | Periodo           | Primo cittadino              | Partito | Carica                  | Note  |
| ----------------- | ----------------- | ---------------------------- | --- | ----------------------- | ----- |
| 22 giugno 1988    | 18 gennaio 1993   | Manfredi Giovanni Pulsinelli | Democrazia Cristiana                                                                                         | Sindaco                 | [ 1 ] |
| 25 gennaio 1993   | 28 aprile 1997    | Giuseppe Antonio Pierorazio  | Democrazia Cristiana                                                                                         | Sindaco                 | [ 1 ] |
| 28 aprile 1997    | 24 settembre 1999 | Anna Recchione               | Lista civica di centro-sinistra Centro-sinistra Palena                                                       | Sindaco                 | [ 1 ] |
| 24 settembre 1999 | 17 aprile 2000    | Domenica Calabrese           | – | Commissario prefettizio | [ 1 ] |
| 17 aprile 2000    | 5 aprile 2005     | Fernando Nicola Della Grotta | Lista civica di centro-destra                                                                                | Sindaco                 | [ 1 ] |
| 5 aprile 2005     | 1º giugno 2015    | Domenico Parente             | Lista civica di centro-sinistra (2005-2010) Lista civica di centro-sinistra Costruiamo il futuro (2010-2015) | Sindaco                 | [ 1 ] |
| 1º giugno 2015    | in carica         | Claudio D'Emilio             | Lista civica Palena nel cuore (2015-2020) Lista civica Vivere Palena (dal 2020)                              | Sindaco                 | [ 1 ] |